# 5634 Victorborge
Az 5634 Victorborge (ideiglenes jelöléssel (5634) 1978 VT6) a Naprendszer kisbolygóövében található aszteroida. Eleanor F. Helin és Schelte J. Bus fedezte fel 1978. november 7-én.